# 茅元仪
茅元儀（1594年—1640年），字止生，號石民，又署東海波臣、夢閣主人、半石址山公，浙江湖州府歸安縣人，明朝軍事人物。

## 生平
少時隨父茅國縉在京任官期間，即向利瑪竇請教西學，並與庶吉士徐光啓相識。早年為兵部右侍郎楊鎬幕僚，後入兵部尚書孫承宗幕下，曾助袁崇煥固守寧遠，因戰功升副總兵，戍守覺華島。後為庸人所忌，毛文龍死，又受遼東兵嘩之累，罪遣戍漳浦。
崇禎九年（1636年），清兵南下，定興陷落，上疏勤王，為兵部尚書張鳳翼所劾，反令“還伍待勘”，押回閩侯戍所，後悲憤縱酒，崇禎十二年（1640年）鬱鬱而終。
茅元儀文武雙全，娶王微為妻，楊宛為妾，時人稱：“年少西吳出，名成北闕聞。下帷稱學者，上馬即將軍。”

## 家族
曾祖茅遷；祖父茅坤；父茅國縉；叔父茅維。

## 著作
1621年完成軍事百科全書《武備志》二百四十一卷，分兵訣評、戰略考、陣練制、軍資乘、占度載五部分，錄有《鄭和航海圖》（自寶船廠開船從龍江關出水直抵外國諸番圖）。